# Persone di nome Maciej
| Questa pagina contiene informazioni ricavate automaticamente dalle voci biografiche con l'ausilio del template Bio e di un bot. L'aggiornamento è periodico e automatico e ricostruisce completamente la pagina. Se manca una persona in questa lista, sei pregato di non aggiungerla, ma accertati piuttosto che la sua voce biografica contenga il template Bio e che i dati anagrafici siano correttamente compilati. Se il template Bio manca, inseriscilo tu stesso o, in alternativa, metti l'avviso {{tmp\|Bio}} che ne segnala la mancanza. Se i dati riportati sono sbagliati, correggi direttamente la voce biografica; le modifiche saranno visibili in questa lista entro pochi giorni. Per chiarimenti vedi il progetto antroponimi. La lista contiene solo le 56 persone che sono citate nell'enciclopedia e per le quali è stato implementato correttamente il template Bio. Pagina aggiornata al 16 ott 2024. |

Questa è una lista di persone presenti nell'enciclopedia che hanno il prenome Maciej, suddivise per attività principale.

## Allenatori di calcio(3)
- Maciej Bartoszek, allenatore di calcio polacco (Włocławek, n. 1977)
- Maciej Skorża, allenatore di calcio e ex calciatore polacco (Radom, n. 1972)
- Maciej Stolarczyk, allenatore di calcio, dirigente sportivo e ex calciatore polacco (Słupsk, n. 1972)

## Alpinisti(1)
- Maciej Berbeka, alpinista polacco (Zakopane, n. 1954 - Broad Peak, † 2013)

## Architetti(1)
- Maciej Nowicki, architetto polacco (Čita, n. 1910 - Wadi El-Natrun, † 1950)

## Attori(2)
- Maciej Maciejewski, attore polacco (Augustów, n. 1914 - Varsavia, † 2018)
- Maciej Musiał, attore polacco (Varsavia, n. 1995)

## Calciatori(24)
- Maciej Ambrosiewicz, calciatore polacco (Gdynia, n. 1998)
- Maciej Dąbrowski, calciatore polacco (Radziejów, n. 1987)
- Maciej Domański, calciatore polacco (Rzeszów, n. 1987)
- Maciej Gajos, calciatore polacco (Blachownia, n. 1991)
- Maciej Gostomski, calciatore polacco (Kartuzy, n. 1988)
- Maciej Iwański, ex calciatore polacco (Cracovia, n. 1981)
- Maciej Jankowski, calciatore polacco (Varsavia, n. 1990)
- Maciej Korzym, ex calciatore polacco (Nowy Sącz, n. 1988)
- Maciej Makuszewski, calciatore polacco (Grajewo, n. 1989)
- Maciej Mielcarz, ex calciatore polacco (Śrem, n. 1980)
- Maciej Murawski, ex calciatore polacco (Zielona Góra, n. 1974)
- Maciej Pałaszewski, calciatore polacco (Breslavia, n. 1998)
- Maciej Rosołek, calciatore polacco (Siedlce, n. 2001)
- Maciej Rybus, calciatore polacco (Łowicz, n. 1989)
- Maciej Sadlok, calciatore polacco (Oświęcim, n. 1989)
- Maciej Scherfchen, ex calciatore polacco (Szamotuły, n. 1979)
- Maciej Szczęsny, ex calciatore polacco (Varsavia, n. 1965)
- Maciej Szmatiuk, ex calciatore polacco (Gliwice, n. 1980)
- Maciej Tataj, ex calciatore polacco (Varsavia, n. 1980)
- Maciej Terlecki, ex calciatore polacco (Pruszków, n. 1977)
- Maciej Urbańczyk, calciatore polacco (Mikołów, n. 1995)
- Maciej Wilusz, ex calciatore polacco (Breslavia, n. 1988)
- Maciej Żurawski, ex calciatore polacco (Poznań, n. 1976)
- Maciej Żurawski, calciatore polacco (Toruń, n. 2000)

## Canoisti(1)
- Maciej Freimut, ex canoista polacco (n. 1967)

## Cestisti(5)
- Maciej Bojanowski, cestista polacco (Białystok, n. 1996)
- Maciej Chojnacki, cestista polacco (Częstochowa, n. 1942 - † 2024)
- Maciej Kucharek, cestista polacco (Łowicz, n. 1993)
- Maciej Lampe, cestista polacco (Łódź, n. 1985)
- Maciej Zieliński, ex cestista polacco (Wałbrzych, n. 1971)

## Chitarristi(1)
- Maciej Meller, chitarrista polacco (Żnin, n. 1975)

## Ciclisti su strada(2)
- Maciej Bodnar, ex ciclista su strada polacco (Breslavia, n. 1985)
- Maciej Paterski, ciclista su strada polacco (Krotoszyn, n. 1986)

## Fondisti(1)
- Maciej Staręga, fondista polacco (Siedlce, n. 1990)

## Linguisti(1)
- Maciej Ganczar, linguista polacco (Łódź, n. 1976)

## Pallavolisti(1)
- Maciej Muzaj, pallavolista polacco (Breslavia, n. 1994)

## Pentatleti(2)
- Maciej Bogucki, pentatleta polacco (n. 1979)
- Maciej Kacer, pentatleta polacco (n. 1983)

## Pistard(1)
- Maciej Bielecki, pistard polacco (Białystok, n. 1987)

## Poeti(1)
- Maciej Kazimierz Sarbiewski, poeta polacco (Sarbiewo, n. 1592 - Varsavia, † 1640)

## Politici(3)
- Maciej Giertych, politico polacco (Varsavia, n. 1934)
- Maciej Płażyński, politico e giurista polacco (Młynary, n. 1958 - Smolensk, † 2010)
- Maciej Rataj, politico polacco (Chłopy, n. 1884 - Palmiry, † 1940)

## Registi(1)
- Maciej Dejczer, regista cinematografico, sceneggiatore e regista televisivo polacco (Danzica, n. 1955)

## Saltatori con gli sci(1)
- Maciej Kot, saltatore con gli sci polacco (Limanowa, n. 1991)

## Schermidori(1)
- Maciej Tomczak, schermidore polacco (n. 1977)

## Sciatori alpini(1)
- Maciej Gąsienica Ciaptak, ex sciatore alpino polacco (Zakopane, n. 1954)

## Storici(1)
- Maciej Stryjkowski, storico (Stryków)

## Senza attività specificata(1)
- Maciej Czyżowicz, ex pentatleta polacco (Stettino, n. 1962)